# Domagoj Zelenika
Domagoj Zelenika (Split, 23. studenoga 1997.) hrvatski je pisac i tekstopisac. 

## Životopis
Živi i stvara u Mostaru, gdje je završio Srednju turističku školu. Sudjelovao je u novinarskoj sekciji i pomogao u uređivanju školskog časopisa. Na školskom natjecanju za najbolju pjesmu odnosi pobjedu sa svojim tekstom 1001. krug. Školovanje nastavlja na Filozofskom fakultetu Sveučilišta u Mostaru. 
U studenome 2019. godine objavljuje prvi roman Izabrani za koji osvaja Rektorovu nagradu. Na istom fakultetu 2021. godine osvaja i Dekanovu nagradu za najbolje studente.
Karijeru započinje pisanjem poezije na svom internetskom blogu te je autor više od 60 tekstova. Na ljeto 2020. godine piše svoj prvi dramski tekst koji je predstavljen Hrvatskom narodnom kazalištu u Zagrebu u sklopu natječaja za mlade kreativce.[nedostaje izvor]
Prvo predstavljanje romana "Izabrani" održano je 16. siječnja 2020. godine u Hrvatskom Domu hercega Stjepana Kosače u Mostaru. Roman se nalazi i u knjižnicama u Parizu, Londonu, New Yorku, Washingtonu i Ann Arboru.
U svibnju 2022. godine sudjeluje na otvorenom natječaju Gradske knjižnice Velika Gorica povodom obilježavanja Svjetskog dana pisama gdje njegov rad pod nazivom Selavi odnosi titulu najbolje napisanog teksta u kategoriji odraslih.
Zelenikin drugi roman predstavljan je 27. rujna 2023. u Hrvatskom domu Herceg Stjepana Kosača.[nedostaje izvor] Roman "Umrijet ćeš na jesen" proglašen je za knjigu tjedna mostarske naklade Alfa, te je nekoliko puta bio prisutan na listi najprodavanijih naslova.
Predstavljanje Zelenikine treće knjige naziva "Mama bi plakala da zna" održano je 18. lipnja 2025. u velikoj dvorani hotela Mostar. To je ujedno Zelenikina prva knjiga koja nije roman.

## Nagrade
- Rektorova nagrada za umjetnički rad (2020.)
- Dekanova nagrada (2021.)
- Najbolji tekst u kategoriji odraslih, "Selavi" (2022.)